# رايات السباق
رايات أو أعلام السباق تستخدم في سباقات السيارات ورياضات المحركات المماثلة للإشارة إلى حالة المسار ولإيصال الرسائل المهمة للمتسابقين. عادةً ما يلوح بها ضيف الانطلاق عند بدء السباق، وفي أحيان أخرى رئيس السباق من على منصة الانطلاق بالقرب من بداية أو نهاية المسار. ووجود منصات على امتداد المسار لحاملي الرايات لتوجيه المتسابقين بناء على ظروف السباق وحالة المضمار. وفي بعض الأحيان تستبدل بعض الحلبات الإشارات الضوئية بديلا عن الرايات عند خط البداية أو النهاية.

## الأعلام المستخدمة
يتم استخدام أنواع متعددة من أعلام السباق في جميع رياضات السيارات ، ومعظم المنظمات قامت بتوحيد إستخداماتها، على سبيل المثال ، يتم استخدام علم الشطرنج بشكل شائع في جميع رياضات السيارات للإشارة إلى نهاية الجلسة (التجارب أو التأهيل أو السباق) ، بينما تختلف أعلام العقاب من سلسلة إلى أخرى.
يتم استخدام الأعلام المعتمدة وفق قوانين الاتحاد الدولي للسيارات على نطاق واسع (خارج أمريكا الشمالية) مثل فورمولا 1 و بطولة العالم لسيارات السياحة ، وتم اعتمادها (وتكييفها في بعض الأحيان) من قبل العديد من هيئات إدارة رياضة السيارات في جميع أنحاء العالم.
| العلم                                                                        | الإسم                                               | نبذة | نبذة | نبذة |
| العلم                                                                        | الإسم                                               | - السباقات الخاضعة للاتحاد الدولي                                                                                  | إندي كار | ناسكار |
| ---------------------------------------------------------------------------- | --------------------------------------------------- | --- | --- | --- |
|                                                                              | أخضر                                                | يشير إلى بدء السباق أو انتهاء فترة الإنذار. يشير العلم الملتف إلى لفة الاصطفاف في السباقات الخاضعة للاتحاد الدولي. | يشير إلى بدء السباق أو انتهاء فترة الإنذار. يشير العلم الملتف إلى لفة الاصطفاف في السباقات الخاضعة للاتحاد الدولي. | يشير إلى بدء السباق أو انتهاء فترة الإنذار. يشير العلم الملتف إلى لفة الاصطفاف في السباقات الخاضعة للاتحاد الدولي. |
|                                                                              | أخضر                                                | بدء أو إستئناف السباق مع توخي الحذر                                                                                | | |
|                                                                              | أصفر إحذر                                           | | | |
| خطر على أو بالقرب من المسار خطر يقطع المسار دخول سيارة الأمان                | الحذر/احذر على مقطع من الحلبة تحذير على كامل المسار | الحذر/احذر على مقطع من الحلبة تحذير على كامل المسار                                                                | | |
|                                                                              | الرمز 60                                            | ممنوع التجاوز، تخفيض السرعة إلى 60 كم/س (37 ميل/س)                                                                 | | |
|                                                                              | الأرضية                                             | يشير إلى وجود حطام أو سوائل زلقة على سطح الحلبة (للمسارات على الطرق فقط).                                          | يشير إلى وجود حطام أو سوائل زلقة على سطح الحلبة (للمسارات على الطرق فقط).                                          | يشير إلى وجود حطام أو سوائل زلقة على سطح الحلبة (للمسارات على الطرق فقط).                                          |
|                                                                              | أزرق أفضلية التجاوز                                 | افسح الطريق للسيارات الأسرع القادمة                                                                                | افسح الطريق للسيارات الأسرع القادمة                                                                                | افسح الطريق للسيارات الأسرع القادمة خطر غير واضح أمامك                                                             |
|                                                                              | أبيض                                                | أمامك عربة تسير ببطء                                                                                               | اللفة النهائية | اللفة النهائية |
|                                                                              | أحمر                                                | يشير إلى ايقاف الحصة لوجود خطر على المشاركين أو الحضور للحدث.                                                      | يشير إلى ايقاف الحصة لوجود خطر على المشاركين أو الحضور للحدث.                                                      | يشير إلى ايقاف الحصة لوجود خطر على المشاركين أو الحضور للحدث.                                                      |
|                                                                              | أحمر                                                | إنتهاء التجارب أو التصفيات                                                                                         | | |
|                                                                              | أسود                                                | | | |
| إستبعاد العودة إلى الحضيرة لإصلاح عطل فني التحذير بسبب إرتكاب سلوك غير رياضي | العودة إلى الحضيرة إستبعاد                          | العودة إلى الحضيرة إستبعاد                                                                                         | | |
|                                                                              | علم الشطرنج علم المربعات                            | نهاية الحصة | نهاية الحصة | نهاية السباق نهاية فترة التسابق                                                                                    |

## وصلات خارجية
- استخدام الأعلام في السباقات على يوتيوب